# Wing Commander Academy (série télévisée d'animation)
 (octobre 2019).
Si vous disposez d'ouvrages ou d'articles de référence ou si vous connaissez des sites web de qualité traitant du thème abordé ici, merci de compléter l'article en donnant les références utiles à sa vérifiabilité et en les liant à la section « Notes et références ».
Pour les articles homonymes, voir Wing Commander Academy.
Wing Commander Academy est une série télévisée d'animation de science-fiction américaine en 13 épisodes de 22 minutes, créée par Larry Latham (en) d'après le monde imaginaire Wing Commander, produite par Universal Cartoon Studios et diffusée entre le 21 septembre et le 21 décembre 1996 sur USA Network.
Cette série est inédite dans les pays francophones.

## Synopsis
Cette série met en scène les aventures des pilotes engagés dans la guerre qui oppose la Confédération Terrienne et l'empire Kilrathi en l'an 2655.

## Voix américaines
- Mark Hamill : Christopher « Maverick » Blair
- Thomas F. Wilson : Todd « Maniac » Marshall
- Malcolm McDowell : Commodore Geoffrey Tolwyn
- Dana Delany : Gwen « Archer » Bowman

## Épisodes
1. Titre français inconnu (Red and Blue)
2. Titre français inconnu (The Last One Left)
3. Titre français inconnu (The Most Delicate Instrument)
4. Titre français inconnu (Word of Honor)
5. Titre français inconnu (Lords of the Sky)
6. Titre français inconnu (Chain of Command)
7. Titre français inconnu (Expendable)
8. Titre français inconnu (Recreation)
9. Titre français inconnu (Walking Wounded)
10. Titre français inconnu (On Both Your Houses)
11. Titre français inconnu (Invisible Enemy)
12. Titre français inconnu (Price of Victory)
13. Titre français inconnu (Glory of Sivar)